# Zuchon
Zuchon (oryg. Trumpkin)– postać fikcyjna z serii książek C.S. Lewisa Opowieści z Narnii. Pojawił się w trzech częściach cyklu: Książę Kaspian, Srebrne krzesło i Ostatnia bitwa. Według Anny Dziuban nazwa "Zuchon"powstał w polskim przekładzie jako zrost rzeczownika "zuch" i sufiksa "-on".
Zuchon to przedstawiciel rasy tzw. Czerwonych karłów. Miał rude włosy i długą brodę. Był lekko zrzędliwym, lecz odważnym i wiernym żołnierzem Kaspiana. Nie wierzył w istnienie Aslana, lecz gdy lew przybył z pomocą, zaprzyjaźnił się z nim. Rodzeństwo Pevensie nazywało Zuchona dowcipnie KMP (co miało znaczyć „Kochany Mały Przyjaciel”) i trwali przy tym nawet po tym, gdy zapomnieli, co ten skrót oznacza.
Zuchon pojawia się po raz pierwszy w drugiej części cyklu, zatytułowanej Książę Kaspian. Wraz z czarnym karłem Nikabrikiem i borsukiem Truflogonem znalazł rannego Kaspiana w lesie. Zaopiekowali się nim, a on opowiedział im swoją historię. Wówczas Zuchon postanowił, że należy zebrać armię Narnijczyków i pokonać tyrana Miraza. Karzeł osobiście brał udział w zbieraniu wojsk. Nie pochwalał co prawda pomysłu, by zadąć w róg i sprowadzić rodzeństwo Pevensie – mitycznych władców Narnii, lecz mimo to wyruszył, by ich odnaleźć. Schwytali go ludzie Miraza, lecz został uratowany przez Zuzannę i Piotra. Karzeł z początku nie uwierzył, że dzieci są tymi, których szuka – uwierzył w to, dopiero gdy Edmund pokonał go w walce na miecze. Zuchon opowiedział im historię Kaspiana i zaprowadził do jego obozu. Spotkawszy Aslana, w którego wcześniej nie wierzył, przeraził się, ale ostatecznie zaprzyjaźnił się z nim. Wraz z Piotrem i Edmundem uratowali Kaspiana przed zdrajcami: Nikabrikiem, wilkołakiem i wiedźmą. Podczas ostatecznej bitwy z siłami Miraza walczył dzielnie i zaciekle. Pożegnanie z nim było dla rodzeństwa, zwłaszcza dla Łucji, bardzo przykre.
W trzeciej części cyklu, zatytułowanej Podróż „Wędrowca do Świtu” Zuchon nie występuje osobiście, ale Kaspian mówi, że podczas podróży na morzu, Zuchon jako namiestnik zastępuje go na tronie.
W czwartej części cyklu, zatytułowanej Srebrne krzesło, Zuchon ponownie zastępuje Kaspiana, gdy ten wyrusza na swą ostatnią morską wyprawę. Jest już wtedy bardzo stary, głuchy, słyszy jedynie przez tubę i jeździ na krześle inwalidzkim. Ugościł u siebie Eustachego i Julię, ale nie chciał ich puścić na poszukiwanie księcia Riliana, gdyż bał się, że mogą oni zginąć. Dzieci musiały, więc potajemnie opuścić stolicę Narnii za pomocą puchacza Świecopucha.
W ostatniej, siódmej części cyklu, zatytułowanej Ostatnia bitwa, karzeł spotyka rodzeństwo Pevensie i ich przyjaciół, którzy dotarli do nowej Narnii.

## Ciekawostki
W ekranizacji na podstawie książki, Książę Kaspian powstał film  Opowieści z Narnii: Książę Kaspian, rolę Zuchona powierzono aktorowi Peterowi Dinklage'owi.